# Brachymeria villosa
Brachymeria villosa är en stekelart som först beskrevs av Olivier 1791.  Brachymeria villosa ingår i släktet Brachymeria och familjen bredlårsteklar. Inga underarter finns listade.